# Mirufens mangiferae
Mirufens mangiferae is een vliesvleugelig insect uit de familie Trichogrammatidae. De wetenschappelijke naam is voor het eerst geldig gepubliceerd in 1974 door Viggiani & Hayat.